# François de Bas
François de Bas (10 septembre 1840 - 22 février 1931) est un général de l'armée royale des Pays-Bas et historien militaire néerlandais.

## Biographie
Il fonde presque à lui seul la section d'histoire militaire de l'état-major néerlandais. Il est coauteur de grands ouvrages historiques sur l'armée des États généraux des Provinces-Unies et la campagne de 1815, qui atteint son paroxysme avec la bataille de Waterloo. Ce dernier travail est encore la source qui fait autorité sur le rôle belgo-néerlandaise dans cette bataille, car il contient des copies des rapports après la bataille des officiers hollandais qui ont participé à la bataille, dont les originaux ont été perdus dans le bombardement par la Royal Air Force des archives de l'armée néerlandaise en 1945,.
De Bas est né à La Haye, il est le fils de Willem Jacobus de Bas, seigneur de Barwoutswaarder en Bekenes et de Johanna Maria Köhler. Il épouse avec Maria Cornelia Wilhelmina Vinkhuyzen le 26 août 1863. Parmi leurs enfants, cinq ont survécu.

## Carrière
Après pensionnat (l'académie de Guillaume Alexandre Burnier à La Haye), De Bas entre dans l'Académie militaire royale de Breda comme cadet de cavalerie, le 4 septembre 1856. Il reçoit une commission de sous-lieutenant dans le 3e régiment de Dragons le 1er juillet 1860. Après seulement quatre ans, il est nommé lieutenant dans l'État-major néerlandais. En 1868, il est l'un des quatre jeunes officiers qui sont admis à la première classe dans le Collège d'État-major néerlandais, dont il est diplômé, premier de la classe, en 1872. La même année, il est promu capitaine de cavalerie dans le 2e régiment de Hussards. En 1873, il rejoint l'État-major à nouveau en tant que capitaine. Il est professeur au Collège d'État-major à partir de 1878 jusqu'à 1885. Dans la dernière année, il est promu major et réaffecté à son ancien régiment de cavalerie, où il reçoit rapidement une promotion comme lieutenant-colonel.
Cependant, peu de temps après la promotion sa carrière est écourtée par un scandale dans son régiment. Sa fille ainée est « séduite » par un collègue, un jeune lieutenant, et les deux jeunes gens sont forcés de se marier. Dans les circonstances sociales de l'armée néerlandaise de l'époque du scandale joue également sur le père et il n'a plus été jugé digne d'avancement. Pour cette raison, il demande à être mis sur le statut non-actif en août 1890.
Toutefois, ce recul l'incite à se lancer dans une seconde carrière, qui lui apporte beaucoup plus renommée. Comme étudiant au Collège d'État-major, il a été attaché en 1870 au lieutenant-général Willem Jan Knoop, le « doyen » des historiens militaires néerlandais à l'époque. Knoop a fait la suggestion en 1858 à l'Académie royale néerlandaise des arts et des sciences de collecter les archives militaires néerlandaises et les rendre disponibles pour publication. Bien que l'Académie se soir prononcée favorablement sur ce projet au moment même, il faut attendre les années 1890 avant que le plan soit mis en œuvre par De Bas.
Sa qualification pour la tâche est qu'il s'est déjà fait un nom pour lui-même comme un historien militaire avec sa biographie du prince Frédéric d'Orange-Nassau et l'histoire militaire plus large qui entoure la carrière du général (qui englobe la bataille de Waterloo et la révolution belge). En 1890, De Bas propose au ministre de la Guerre, JW Bergansius, la fondation d'une section d'histoire militaire dans l'état-major. Bien que cette proposition n'ait pas été suivie à l'époque, le ministre lui donne une commission pour commencer à collecter des sources sur l'histoire militaire néerlandaise.
En 1895, De Bas, encore un lieutenant-colonel, est officiellement retiré à sa demande, mais avec le grade titulaire de colonel. En 1897, il est nommé directeur des Archives militaires de l'État-major. Il a déjà reçu une commission temporaire sur les archives de la maison royale néerlandaise en 1892. Dans cette dernière fonction, il négocie en 1900 avec le chef de la maison de Nassau, Adolphe de Luxembourg, au nom de la reine Emma des Pays-Bas sur le droit des descendants de sa fille, la reine Wilhelmine, qui est sur le point de se marier avec le prince Henri de Mecklembourg-Schwerin, de continuer à utiliser le nom Nassau.
En tant que directeur des Archives militaires, il publie régulièrement les sources qu'il découvre. Il est également (après négociations avec le gouvernement belge) coauteur d'une histoire des troupes néerlandaises et belges dans la bataille des Quatre Bras et celle de Waterloo en quatre volumes avec le colonel de l'État-major belge, Jacques, comte de 'Tserclaes de Wommersom qui est publié en 1908/9. Le travail peut être vu comme une tentative pour redresser le compte rendu souvent dénigrant donné dans les ouvrages historiques en particulier anglophones, comme ceux de William Siborne et son fils Henry Taylor Siborne, et les historiens britanniques qui se basent sur leurs sources, de la conduite des troupes belges et néerlandaises et leurs commandants à ces batailles . Ses efforts dans ce domaine lui apportent la promotion comme major-général titulaire en 1908.
En 1908, il est rejoint à la section d'histoire militaire de l'État-major par le lieutenant-colonel (à la retraite) FJG ten Raa, qui a déjà recueilli plus de la matière pour un ouvrage de référence sur l'histoire de l'armée des États (l'armée des Provinces-Unies). Le premier volume de cet ouvrage est publié en 1911 et De Bas utilise sa position en tant que chef de la section d'histoire militaire pour  se désigner comme coauteur de ce livre, pratiquement entièrement écrit par Ten Raa. Cependant, ce type d'arrangement n'est pas inconnu dans les cercles académiques à l'époque. Ten Raa est reconnu comme seul auteur de volumes 6 et 7 en 1940, et en 1950, respectivement.
De Bas est promu au grade de lieutenant-général en 1913. Il reste à la section d'histoire militaire jusqu'à mauvaise santé l'oblige à démissionner en 1927, près de 87 ans à l'époque. Il est décédé en 1931 à La Haye.

## Œuvres
- (nl) François De Bas, Prins Frederik Der Nederlanden en Zijn Tijd, Deel 1, H. A. M. Roelants, 1887 (lire en ligne)
- (nl) François De Bas, Prins Frederik der Nederlanden en Zijn Tijd, Deel 2, H. A. M. Roelants, 1891 (lire en ligne)
- (nl) François De Bas, Prins Frederik Der Nederlanden en Zijn Tijd, Deel 3, H. A. M. Roelants, 1903 (lire en ligne)
- F. De Bas et J. De T'Serclaes de Wommersom, La campagne de 1815 aux Pays-Bas d'après les rapports officiels néerlandais. Tomes : I : Quatre-Bras. II : Waterloo. III : Annexes et notes. IV : supplément : cartes et plans, Paris, Librairie Plon, 1908-1909
  - Tôme I : Quatre-Bras, 1908 (lire en ligne)
  - Tôme II : Waterloo, 1908 (lire en ligne)
  - Tôme III : Annexes et notes, 1908 (lire en ligne)
- (nl) F.J.G. Ten Raa et F. De Bas, Het Staatsche Leger, 1568–1795 (9 Tômes en 12 bandes), Breda, Koninklijke Militaire Academie, puis Martinus Nijhoff, 1911-1950